# Giancarlo Bellini
Giancarlo Bellini (Crosa, 15 de septiembre de 1945) fue un ciclista italiano que fue profesional entre 1971 y 1979. Sus principales éxitos deportivos fueron una victoria de etapa al Giro de Italia y el Gran Premio de la Montaña del Tour de Francia de 1976.

## Palmarés
1969
- 1 etapa del Giro del Valle de Aosta

1970
- Baby Giro, más 1 etapa

1975
- Giro de Campania
- 1 etapa de la Vuelta a Suiza

1976
- Gran Premio de la Montaña del Tour de Francia
- 1 etapa del Tour de Romandía

1977
- 1 etapa del Tour de Romandía

1978
- 1 etapa del Giro de Italia
- 1 etapa de la Vuelta a Suiza

## Resultados en Grandes Vueltas y Campeonato del Mundo
| Carrera         | 1971 | 1972 | 1973 | 1974 | 1975 | 1976 | 1977 | 1978 | 1979 |
| --------------- | ---- | ---- | ---- | ---- | ---- | ---- | ---- | ---- | ---- |
| Giro de Italia  | 53.º | 33º  | -    | 47.º | 17º  | 11º  | 12º  | 12º  | Ab.  |
| Tour de Francia | -    | -    | -    | 26º  | -    | 16º  | -    | -    | -    |
| Vuelta a España | -    | -    | -    | -    | -    | -    | -    | -    | -    |
| Mundial en Ruta | -    | -    | -    | -    | Ab.  | -    | -    | -    | -    |